# Drayton Valley
Drayton Valley är en ort i Kanada.   Den ligger i provinsen Alberta, i den centrala delen av landet, 2 900 km väster om huvudstaden Ottawa. Drayton Valley ligger 846 meter över havet och antalet invånare är 6 099.
Terrängen runt Drayton Valley är platt, och sluttar österut. Runt Drayton Valley är det mycket glesbefolkat, med 2 invånare per kvadratkilometer.. Det finns inga andra samhällen i närheten.
Omgivningarna runt Drayton Valley är en mosaik av jordbruksmark och naturlig växtlighet.